# Септический шок
Септический шок — угрожающее жизни осложнение тяжелых инфекционных заболеваний, характеризующееся снижением перфузии тканей, что нарушает доставку кислорода и других веществ к тканям и приводит к развитию синдрома полиорганной недостаточности.
Чаще всего септический шок встречается у детей, лиц с иммунодефицитом, пожилых людей и при абортах. Вероятность смертельного исхода составляет 25−50 %.

## Критерии диагностики септического шока
Септический шок — подкласс дистрибутивного (распределительного) шока, состояния, при котором патологическое распределение кровотока по микроциркуляторному руслу приводит к неадекватному кровоснабжению тканей организма, ишемии и полиорганной недостаточности.
Септический шок можно определить как стойкую септико-индуцированную гипотензию, не разрешающуюся несмотря на проведение инфузионной терапии.
Септический шок является стадией синдрома системной воспалительной реакции (ССВР), развивающегося при неспособности организма купировать местную инфекцию. Массивное высвобождение медиаторов воспалительного ответа при генерализации воспалительной реакции обуславливают выраженную вазодилятацию, снижение артериального давления, и, как следствие, тканевого перфузионного давления, что приводит к тканевой гипоксии и полиорганной недостаточности.
В соответствии с современными руководствами, сепсис определяется как инфекционное заболевание (предполагаемое или подтверждённое), сочетающееся с системными проявлениями. Эти проявления включают:
- Тахипноэ > 20 в минуту или уровень PaCO2 ниже 32 мм рт. ст.
- Количество лейкоцитов увеличено более 12×109/л или снижено ниже 4×109/л;
- Тахикардия > 90 ударов в минуту;
- Температура тела > 38,0 °C или < 36,0 °С;

Системный шок диагностируется при наличии вышеуказанных симптомов и стойкой некупируемой сепсис-индуцированной гипотензии — систолическом давлении ниже 90 мм рт. ст., среднем артериальном давлении ниже 70 мм рт., либо обусловленным сепсисом снижении артериального давления на 40 мм рт. ст. и более.